# Ixora johnsonii
Ixora johnsonii là loài thực vật bụi nhỏ thuộc họ Cà phê Rubiaceae. Loài này là đặc hữu của vùng Kerala, Ấn Độ.